# NSTG Jägerndorf
Die Nationalsozialistische Turngemeinde (NSTG) Jägerndorf war ein deutscher Sportverein aus dem mährisch-schlesischen Jägerndorf. Die NSTG existierte bis 1945. Jägerndorf gehört heute zu Tschechien und heißt Krnov. 

## Geschichte
Die NSTG Jägerndorf gründete sich 1939 als Zusammenschluss aller örtlichen Sportvereine, darunter der Jägerndorfer SV 1919. 1941 stieg die Mannschaft in die Gauliga Sudetenland auf. 1943 wurde sie der Gruppe Mähren in der Gauliga Böhmen-Mähren zugeteilt, Platzierungen und Endergebnis sind jedoch nur für die drei zuvorderstplatzierten Mannschaften MSV Brünn, MSV Kremsier und MSV Olmütz überliefert. Inwieweit zumindest zu Beginn der folgenden Spielzeit noch Spielbetrieb stattfand, ist unklar. Spätestens im Jahr 1945 erlosch der Verein.